# Marcas de torbellino

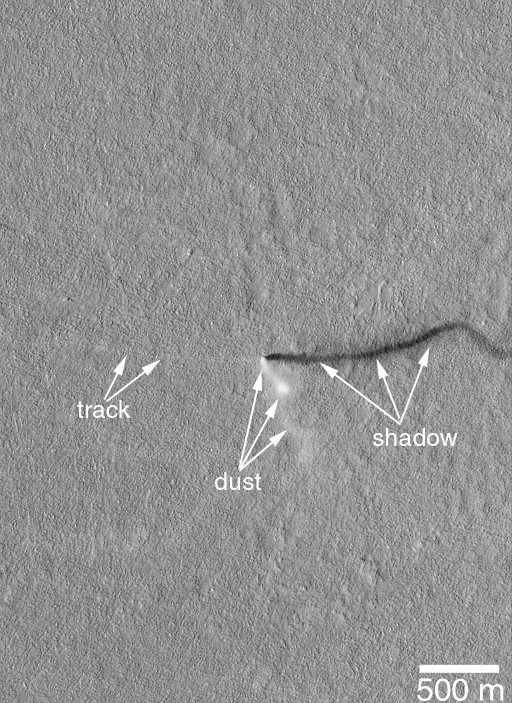
Marcas de torbellino en Marte, localizadas en la Amazonis Planitia (10 de abril de 2001) (también en vídeo (02:19)).

Las marcas de torbellino son una serie de huellas visibles en la superficie de un planeta (especialmente en Marte), generadas por el paso de un torbellino de polvo.
Su formación se debe a la delgada capa de polvo brillante y muy fino que recubre la mayoría de la superficie del planeta, que cuando pasa un torbellino se levanta, exponiendo a la vista el terreno oscuro subyacente. Se trata de un fenómeno efímero, y en unas cuantas semanas el suelo recupera su color brillante anterior debido al arrastre sistemático del polvo asociado a la acción del viento o a alguna forma de oxidación causada por la exposición al sol y a la atmósfera.
Estos torbellinos (también denominados "diablos de polvo" de acuerdo con la traducción literal de su denominación en inglés, dust devils) se originan cuando el sol caldea la atmósfera cercana al suelo plano y seco. Los gases calientes entonces ascienden muy deprisa a través de las capas más frescas, formándose un vórtice giratorio que se desplaza sobre la superficie. El tornado aspira el polvo y la arena, dejando tras de sí un rastro de su recorrido, en el que la superficie queda limpia de partículas.
Estos torbellinos de polvo han sido observados tanto desde la Tierra como desde naves en órbita. Incluso han levantado el polvo de los paneles solares de dos de los Rovers enviados a explorar Marte, prolongando así su vida útil.
Se ha comprobado que el patrón de las marcas cambia cada pocos meses. Un estudio de los datos combinados de la Cámara Estereográfica de Alta Resolución (HRSC) y de la Cámara del Mars Orbiter (MOC), descubrió que algunos grandes torbellinos de polvo sobre Marte tienen un diámetro de unos 700 metros, con una duración de al menos 26 minutos.

## Imágenes

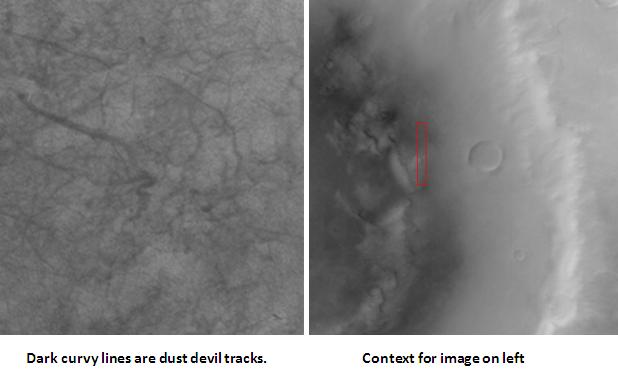
Cráter marciano Kepler mostrando marcas de torbellino de polvo (Imagen Mars Global Surveyor).
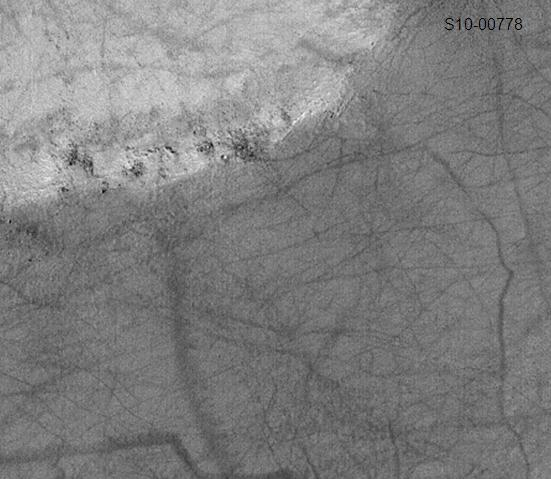
Patrón de pistas de distintos tamaños causadas por un torbellino de polvo gigante (Imagen Mars Global Surveyor).
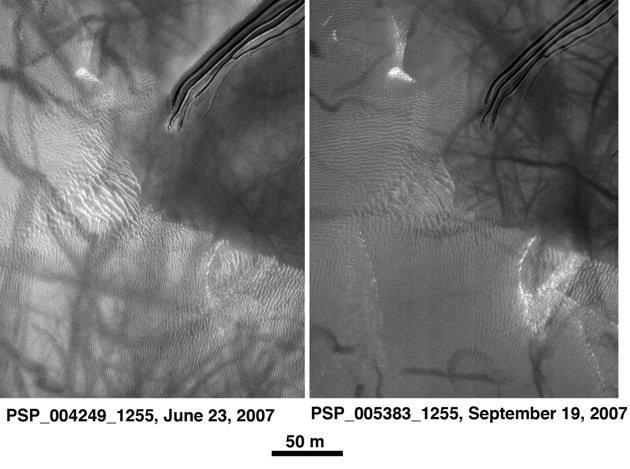
Torbellino de polvo en el Cráter Russell en el cuadrángulo Noachis (Imagen HiRISE). (Clicar para ver los cambios de las marcas a los 3 meses).
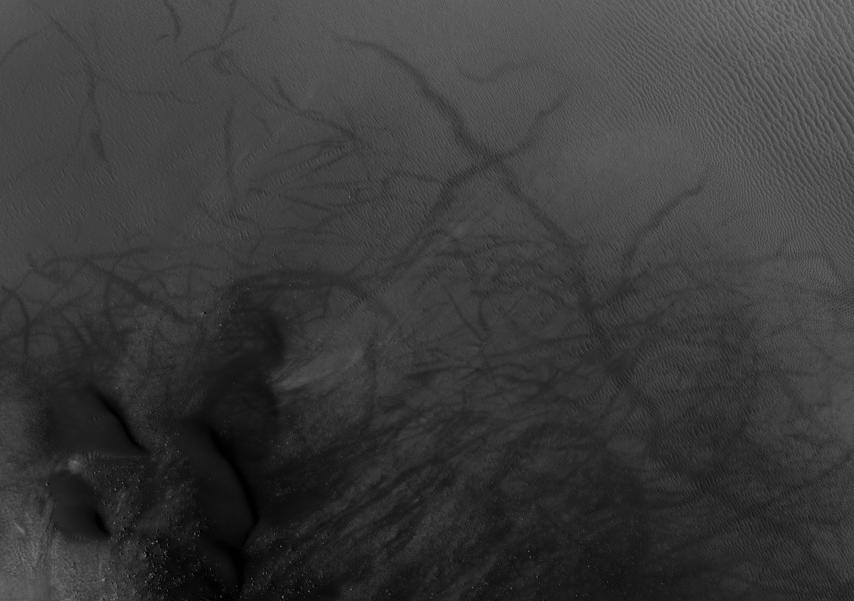
Área central del cráter marciano Milankovic (Imagen HiRISE). (Clicar para ver más detalles: dunas oscuras, marcas de torbellino claras, y bloques brillantes pequeños).

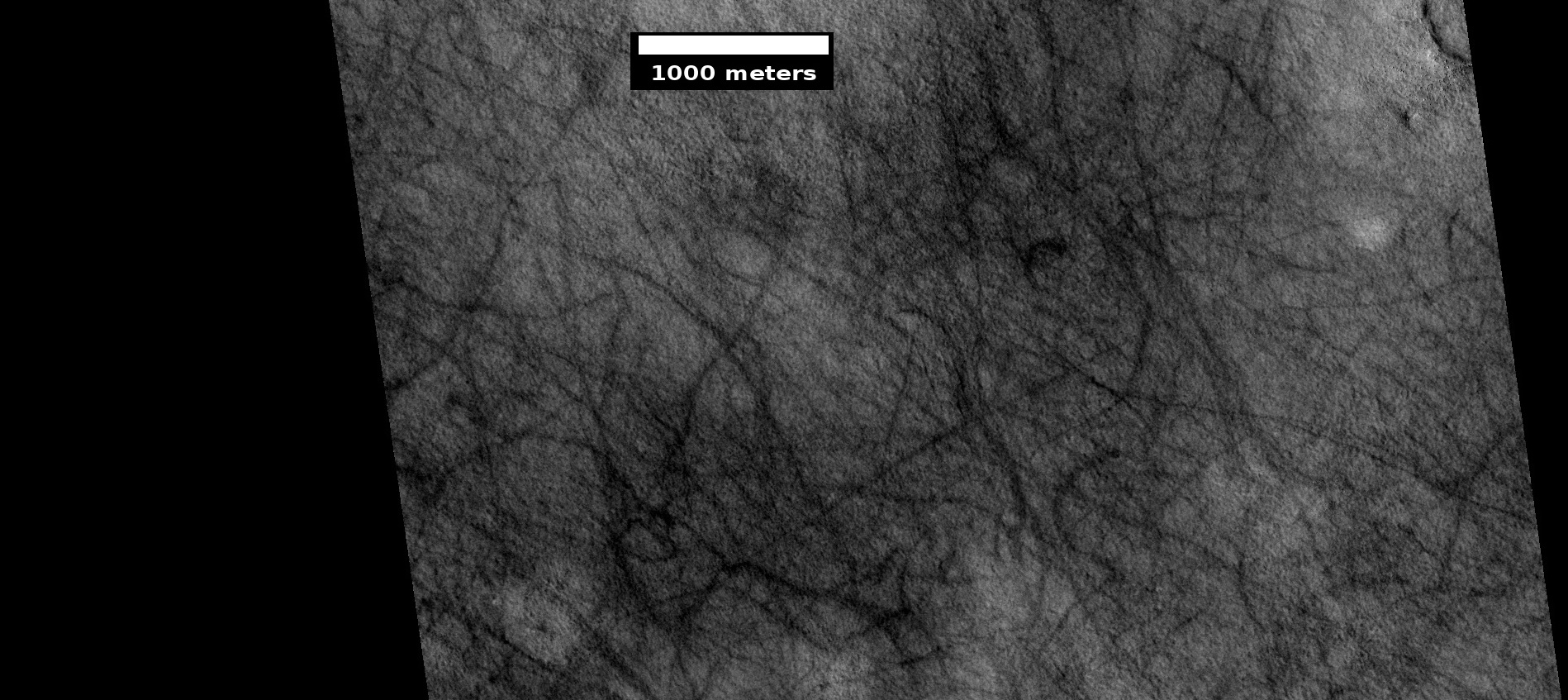
Pistas de torbellino de polvo en el cuadrángulo Casius (Imagen HiRISE).
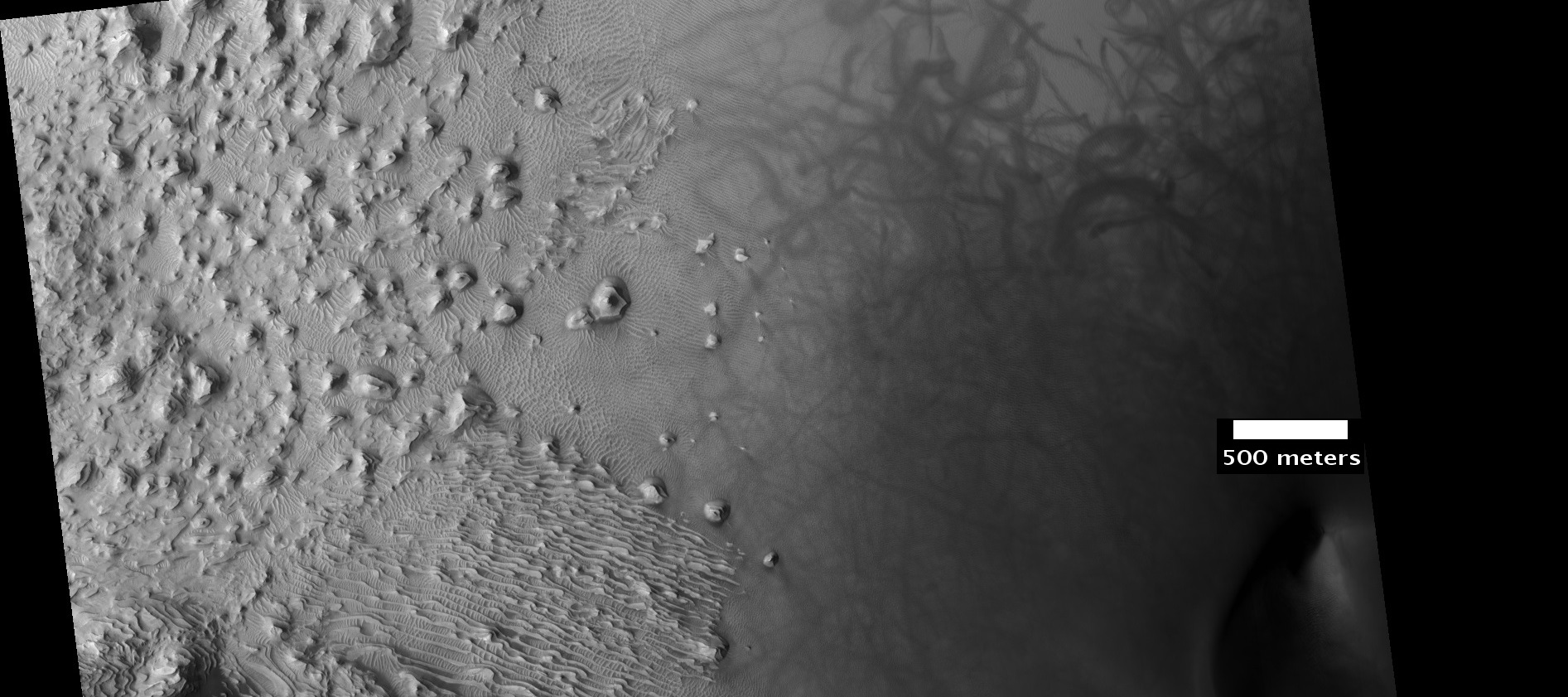
Capas en el cráter marciano Danielson (Imagen HiRISE). Marcas de torbellino de polvo son también visibles en la parte superior. Ubicadas en el cuadrángulo Arabia.